# 蒲其维
蒲其维（Cicero Washington Pruitt；1857年1月31日—1946年12月27日）是一位美南浸信会传教士，在中国山东省传教。
1857年1月31日，蒲其维出生于乔治亚州的巴雷特斯维尔（Barrettsville），父母亲是约翰·韦斯利·普鲁伊特和汉娜（罗杰斯）普鲁伊特。他在14岁被按立为美南浸信会牧师，开始在乔治亚州向美國原住民传教。后来，他进入路易维尔 (肯塔基州)的美南浸信会神学院。他按照内地会戴德生（Hudson Taylor）的方法：穿中国服装，学习中国语言，遵循中国习俗。蒲家保存了许多他穿中国服装的照片。

## 华北差会
1882年1月，蒲其维受美南浸信会前往中国传教，最初驻山东登州，在那里他遇见了他的第一任妻子，长老会女传教士 Ida Tiffany，当年结婚。两年后她去世。1888年，蒲其维由登州调往黄县，同年再娶长老会女传教士蒲安纳（Anna Seward Pruitt），1892年，他们开办了一所男子学校华洋书院，后来崇实学校的前身，1920年该校与卜氏神道学校（Bush Theological Seminary）等合并，增设大学预科，英文名称为“North China Baptist College”，1929年改为崇实学院。1903年蒲其维创办怀麟医院。100多年后，蒲其维夫妇创立的那些教堂仍在举行礼拜。1913年蒲其维调任烟台，任东马路十字街焕文学校校长，1922年回到黄县。1930年末离任。1936年退休，阅二年回国。
在慕拉第（Lottie Moon）与高第丕（Tarleton Perry Crawford）的教义争端中，美南浸信会华北差会发生分裂，大多数传教士支持高第丕，成立福音宣教团（Gospel Mission），只有蒲其维夫妇与谢万禧（William Sears）、谢张义集（Effie Sears）夫妇以及 Laura Barton 等少数传教士支持慕拉第。高第丕认为传教开支应当本地筹集，随后的因在商业冒险中花费过多的时间而遭到批评。

## 晚年
蒲其维认为他最大的成就是将他的老师约翰·布罗德斯的马太福音注解从英语翻译成中文。蒲其维的女儿蒲爱德（Ida Pruitt，1888-1985）参与了中国经济援助和发展。1936年，蒲其维夫妇退休。1946年12月27日，蒲其维在美国去世，享年89岁。